# 오쓰카촌 (시마네현)
오쓰카촌(大塚村)은 시마네현 노기군에 있던 촌이다. 현재의 야스기시에 해당한다.